# Konrad Eberhard

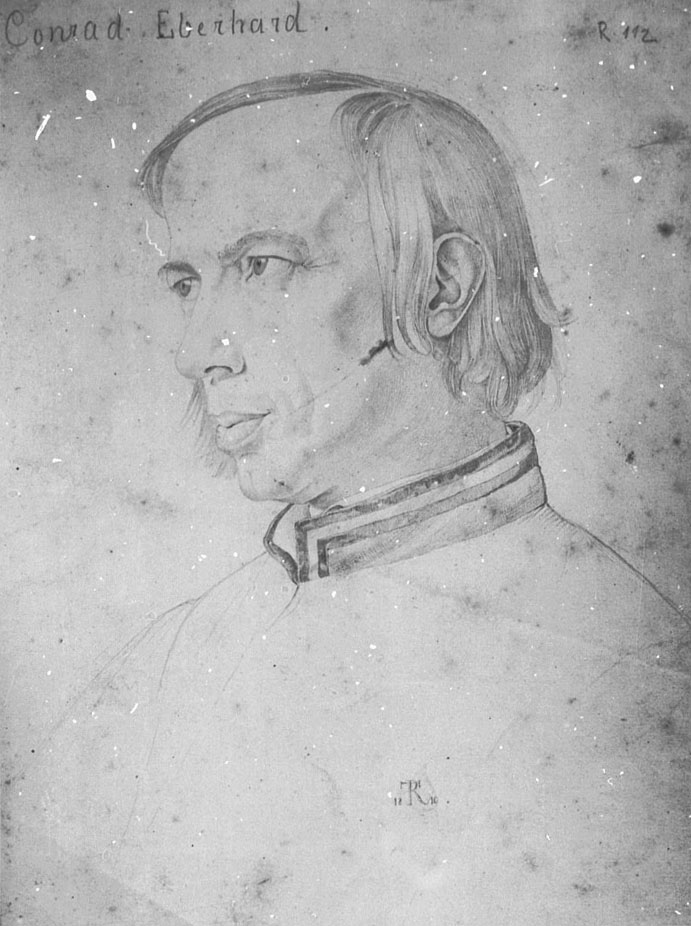
Konrad Eberhard, 1819 (Zeichnung von Theodor Rehbenitz - Behnhaus)

Konrad Eberhard (* 25. November 1768 in Hindelang; † 12. März 1859 in München) war ein deutscher Bildhauer und Maler.

## Biografie
Konrad Eberhard stammte aus einer alteingesessenen Allgäuer Künstlerfamilie. Sein Vater war der gefragte Rokokobildhauer Johann Richard Eberhard (1739–1813). Die fruchtbare Bildhauerwerkstatt in Hindelang gründete hingegen sein Großvater Melchior Eberhard (1701–1777) 1724/25. Konrad Eberhard fertigte bereits früh zusammen mit seinem Bruder Franz Andachtsbilder, geschnitzte Kruzifixe, Heiligenbilder, Tabernakel etc.
Um sein Können zu vervollkommnen, ging Konrad Eberhard nach München zu dem ebenfalls aus dem Allgäu stammenden Bildhauer Roman Anton Boos (1733–1819), der als Hofbildhauer des bayerischen Kurfürsten Karl Theodor und dessen Nachfolgers Maximilian I. Joseph tätig war.
Gefördert von Minister Maximilian von Montgelas, dessen Gattin er im Relief porträtierte, gehörte Eberhard zu den Künstlern, die vom bayerischen Kurfürsten Max IV. Joseph als förderungswürdig erachtet wurden. 1806 folgte ein Romaufenthalt, wo Eberhard über die Vermittlung des bayerischen Kronprinzen Ludwig seine Ausbildung bei den bedeutendsten Bildhauern der Zeit Antonio Canova und Bertel Thorwaldsen fortsetzen konnte.

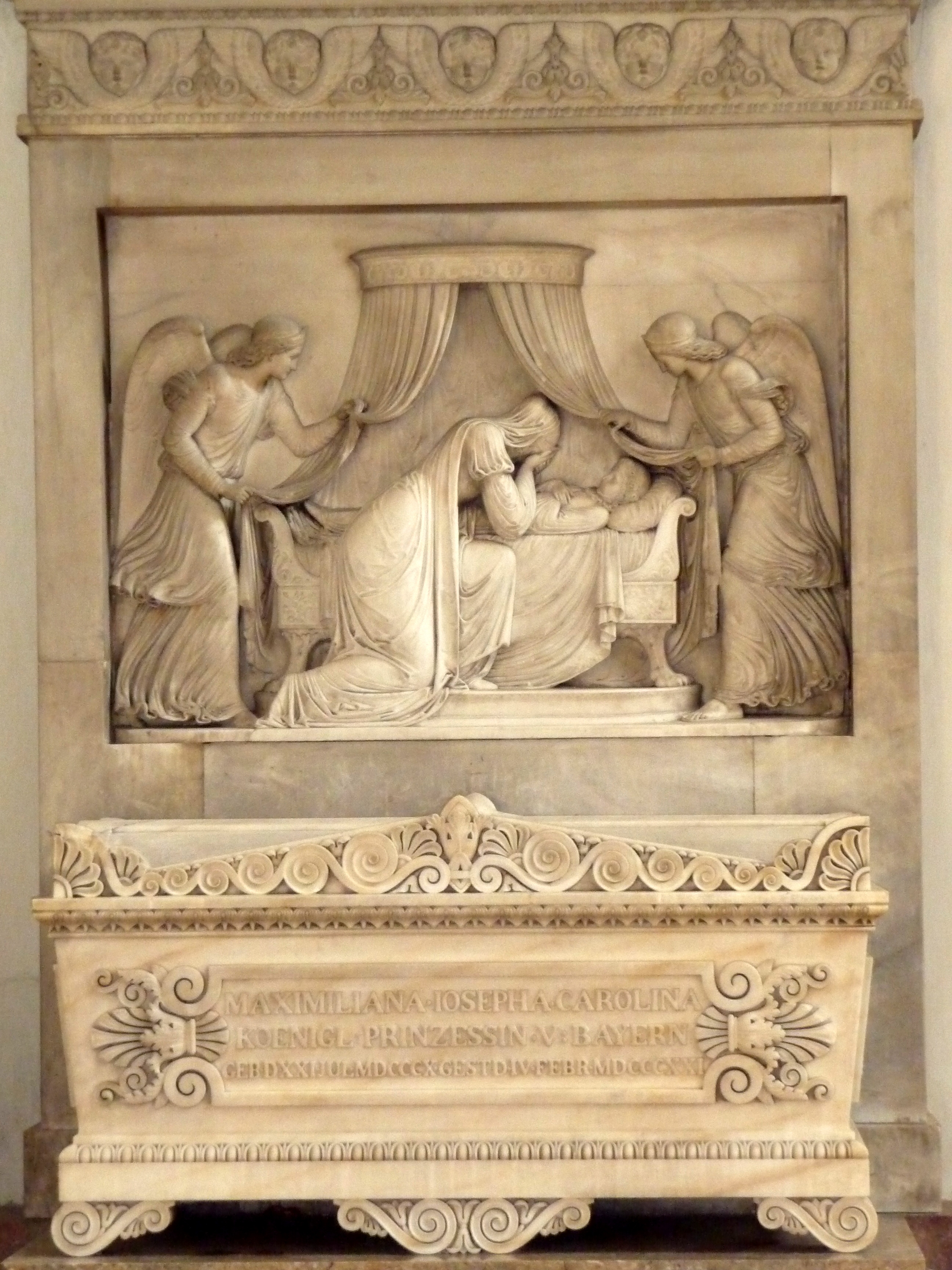
Das klassizistische Grabmal für die Prinzessin Maximiliane Josepha Caroline von Bayern wurde zwischen 1821 und 1825 geschaffen. Die architektonische Form geht auf einen Entwurf von Leo von Klenze zurück.

In Rom schuf Eberhard im Stil des Klassizismus erste bedeutende Werke. So entstanden 1810 ein „siegreicher Amor“ und 1813 das Relief „Charitas“ für  Königin Karoline. Ein wichtiges Hauptwerk Eberhards sind vier lebensgroße Skulpturen mit mythologischen Darstellungen, die als Figurenschmuck der Kaskade im Südlichen Kabinettsgarten des Nymphenburger Schlossparks geschaffen wurden: Leda mit dem Schwan (1810), Faun(1812), Endymion mit Jagdhund (1820), Diana und Amor (1820). Heute befinden sich die vier Kunstwerke im Eisernen Haus, dem ältesten historischen Gewächshaus des Nymphenburger Parks.
Darüber hinaus fertigte Konrad Eberhard in Rom die Gruppe Amor und Muse (1807–1811). Nach ihrer Fertigstellung wurde sie in der Glyptothek im „Saal der Neuern“ aufgestellt (jetzt Neue Pinakothek). Eberhards letztes bedeutendstes klassizistisches Werk ist das Relief für das Grabmal der bayerischen Prinzessin Maximiliane Josepha Karoline von Bayern (1810–1821), der jüngsten Tochter von Maximilian I. Joseph im Querschiff der Theatinerkirche in München. Es wurde 1821 begonnen und 1824/25 vollendet. Leo von Klenze entwarf die klassizistische Umrahmung.
Für den späteren König Ludwig I. war Eberhard in Rom auch als Agent für den Ankauf von Antiken tätig. 1813 gelang es ihm, den Barberinischen Faun, eines der Hauptwerke der Münchner Glyptothek, im Auftrag des bayerischen Kronprinzen Ludwig in Rom zu erwerben. In Rom gehörte Eberhard zu dem Kreis um den Nazarenermaler Friedrich Overbeck (1789–1869).
Eberhards in Rom entstandene Arbeiten verschafften ihm 1816 eine Professur an der Münchener Akademie, die er allerdings erst 1819 antrat. 1821 kehrte er wieder nach Rom zurück. Erst 1826 ließ sich Konrad Eberhard endgültig in München nieder. Danach widmete er sich vorzugsweise religiösen Themen, welche alle den Geist der mittelalterlichen Kunstwerke atmen. Bereits dieser religiös geprägten Phase des Künstlers gehört das Relief mit einer Darstellung der „Bergpredigt“ an der Kanzel der Kirche St. Magdalena in Schloss Nymphenburg an. Von Eberhard stammen auch die Portalskulpturen der Allerheiligen-Hofkirche (1829), die Bauplastiken für die Landesblindenanstalt an der Münchner Ludwigstrasse (1834), sowie für das ebenfalls unter König Ludwig I. restaurierte Isartor (1835). Weitere Hauptwerke Eberhards sind aufgestellt in der Walhalla (Porträt der Kaiserin Maria Theresia, 1811) und im Regensburger Dom (Grabdenkmäler für die Bischöfe Johann Michael Sailer und Georg Michael Wittmann).
Eine Darstellung Konrad Eberhards von 1853 befand sich auch auf einem der von Wilhelm von Kaulbach entworfenen Fresken an den Außenwänden der im Zweiten Weltkrieg zerstörten Neuen Pinakothek in München.
Konrad Eberhard nahm 1837 mit der Lithographie „Triumph des Heiligen Stuhls und der Kirche“ Partei im preußischen Mischehenstreit, als der Erzbischof von Köln, Clemens August Droste zu Vischering, über die Frage der religiösen Erziehung der Kinder aus konfessionsverschiedenen Ehen in einen grundsätzlichen Konflikt mit dem preußischen Staat geriet.
In seinen Hausaltarbildern zeigte Eberhard seine Kunstfertigkeit wie seinen Proselyteneifer. Seine Vielseitigkeit offenbart sich in seinen Dichtungen und musikalischen Kompositionen. In den letzten Jahren zerstörte er alle seine nicht religiösen Arbeiten.
Konrad Eberhard starb 1859 im Alter von 90 Jahren in München.

## Grabstätte

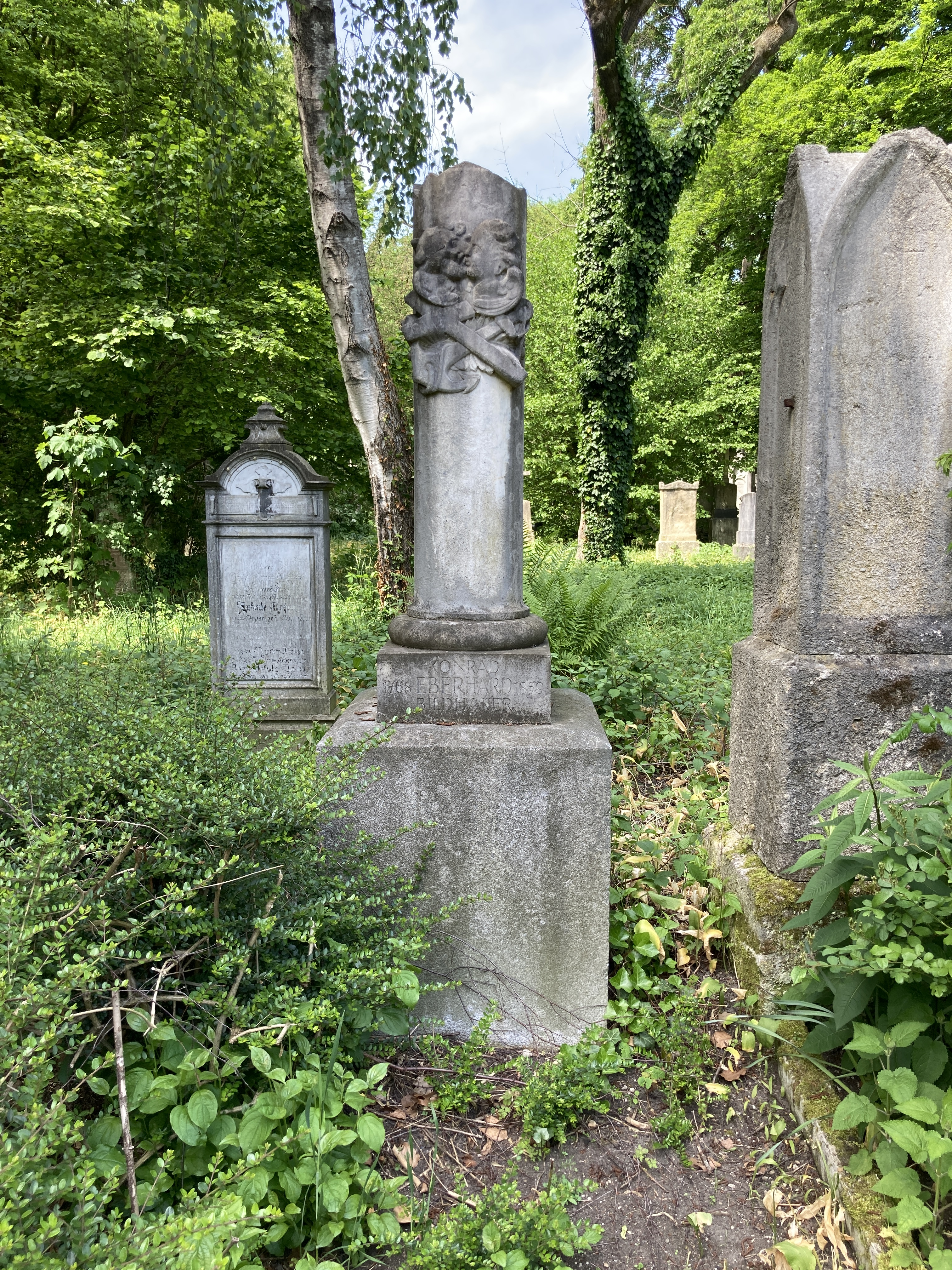
Grab von Konrad Eberhard auf dem Alten Südlichen Friedhof in München

Die Grabstätte von Konrad Eberhard befindet sich auf dem Alten Südlichen Friedhof in München (Gräberfeld 11 - Reihe 1 - Platz 32) Standort.

## Familie
Sein Bruder Franz (* 1767) nahm an seinen Arbeiten mehrfach Anteil, schuf aber auch selbständige Werke, namentlich kleineren Umfangs, Reliefs etc. aus Alabaster. Er starb erblindet am 18. Dezember 1836.

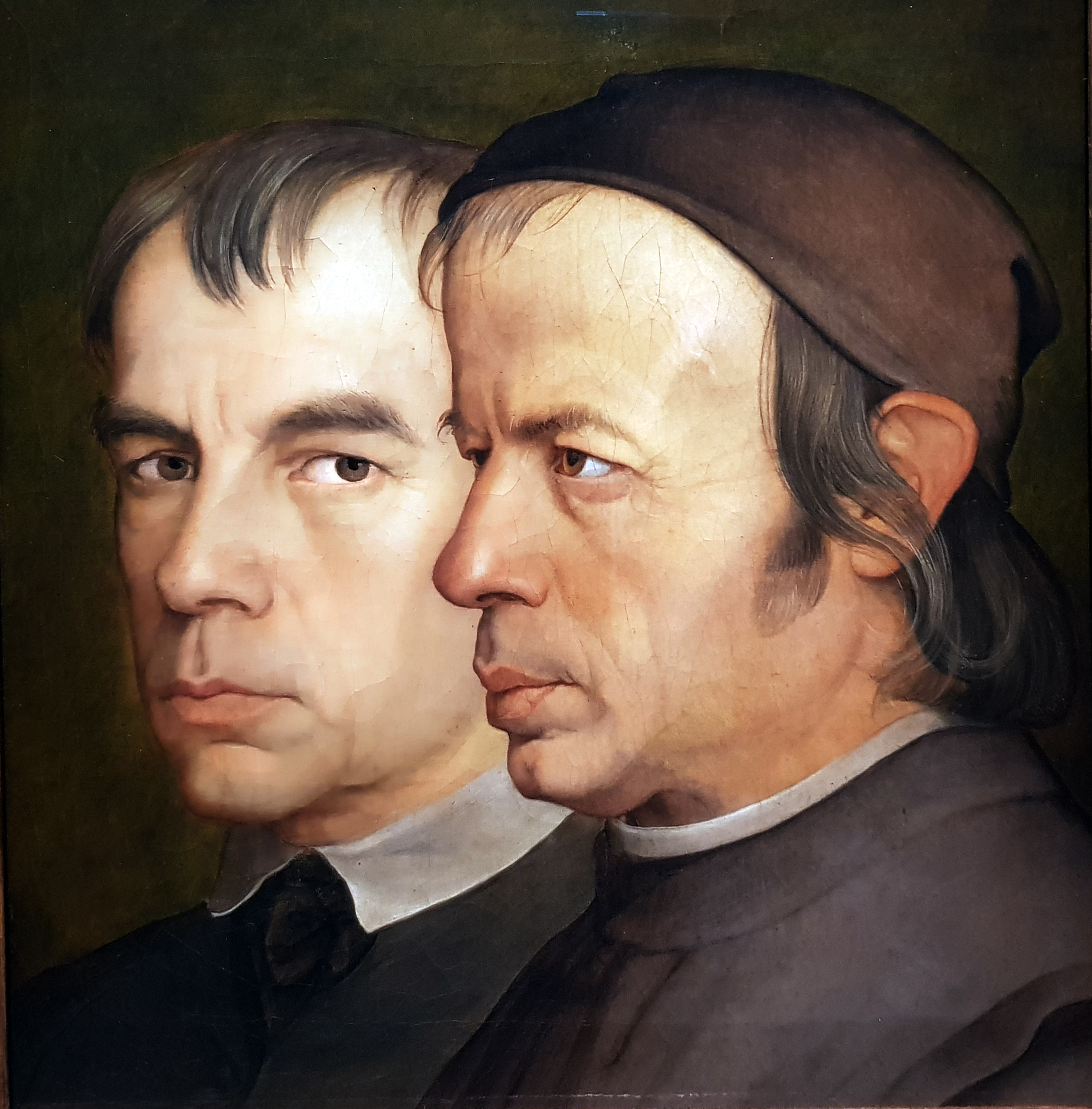
Die Brüder Eberhard, 1822 (Porträt von Johann Anton Ramboux)

## Werke (Auswahl)
- Porträt Ernestine Gräfin Montgelas, 1805, (Bayerisches Nationalmuseum)
- Amor und Psyche, 1804, (Hessisches Landesmuseum Darmstadt)
- Siegreicher Amor, 1810, aus dem Nachlaß König Max Joseph I. (Bayerische Verwaltung der staatlichen Schlösser, Gärten und Seen)
- Leda mit dem Schwan (1810), Faun (1812), Endymion mit Jagdhund (1820), Diana und Amor (1820) (Bayerische Verwaltung der staatlichen Schlösser, Gärten und Seen)
- Caritas (1813), Privatbesitz

## Verschollene Werke
Im amtlichen Führer für die Residenz München von 1937 sind noch die Säle vorhanden, die in den Wiederaufbau nicht mehr einbezogen wurden. In Raum 34 (sog. „Weisser Saal“, in östlicher Richtung angrenzend an die Kaisertreppe, bzw. an das ebenfalls nicht mehr rekonstruierte Appartement der Königin Karoline) befanden sich in den Nischen der Längsseiten zwei Gipsfiguren von Konrad Eberhard: „Bacchus“ und „Victoria“, die heute nicht mehr nachweisbar sind. Der Saal soll als protestantischer Betsaal für Königin Karoline gedient haben.

Werke
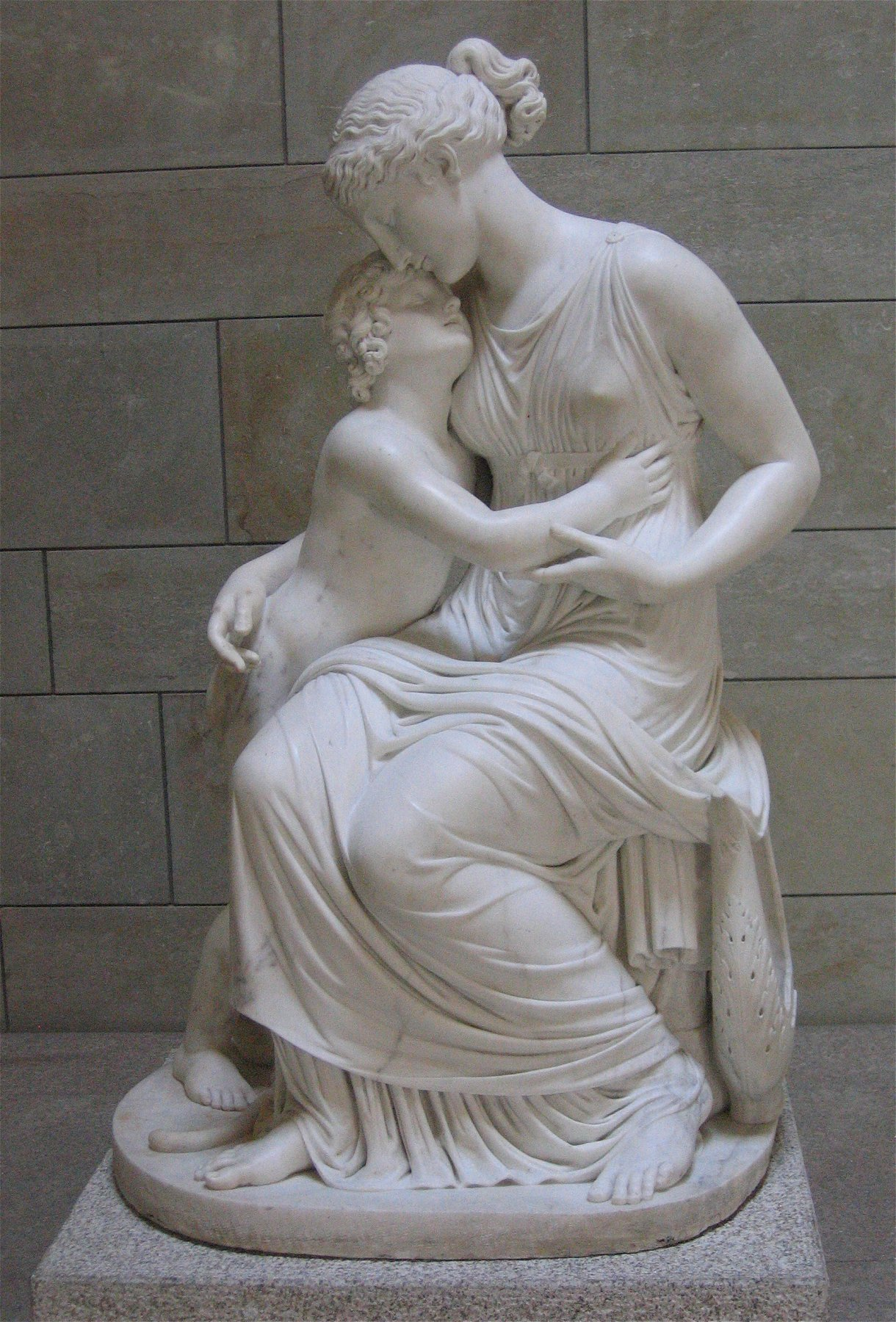
Amor und die Muse, 1807–1811, Neue Pinakothek in München
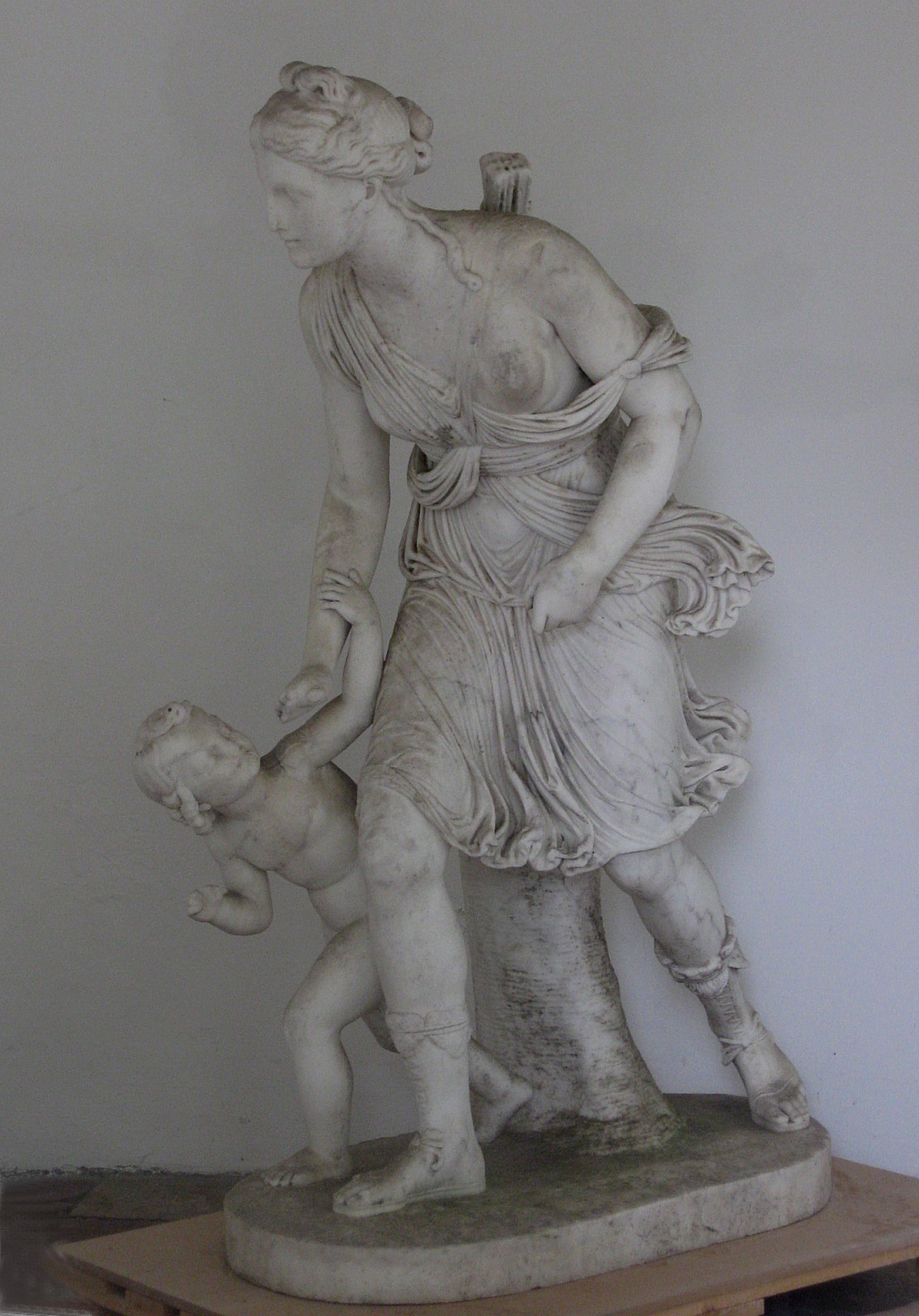
Diana
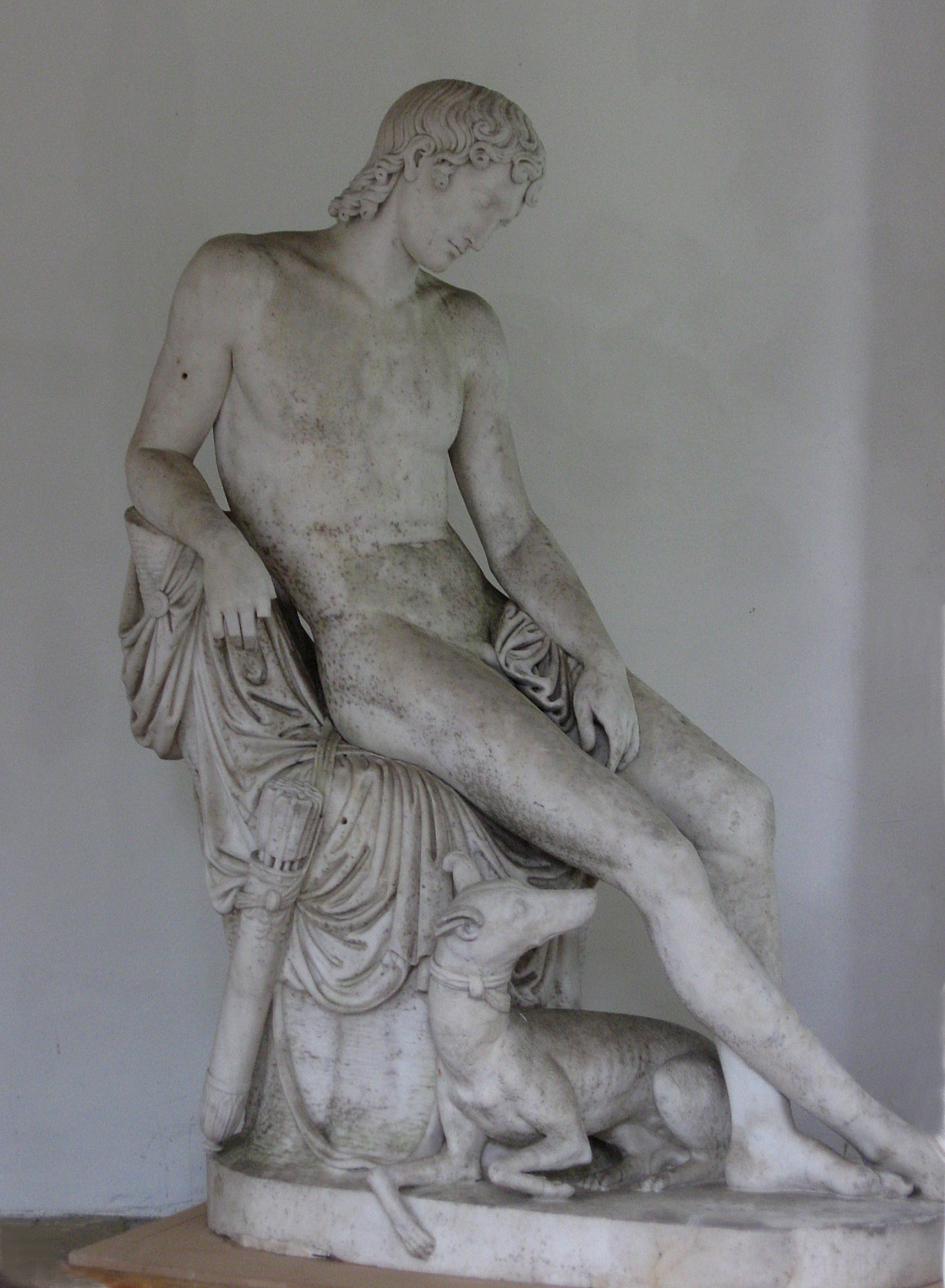
Endymion
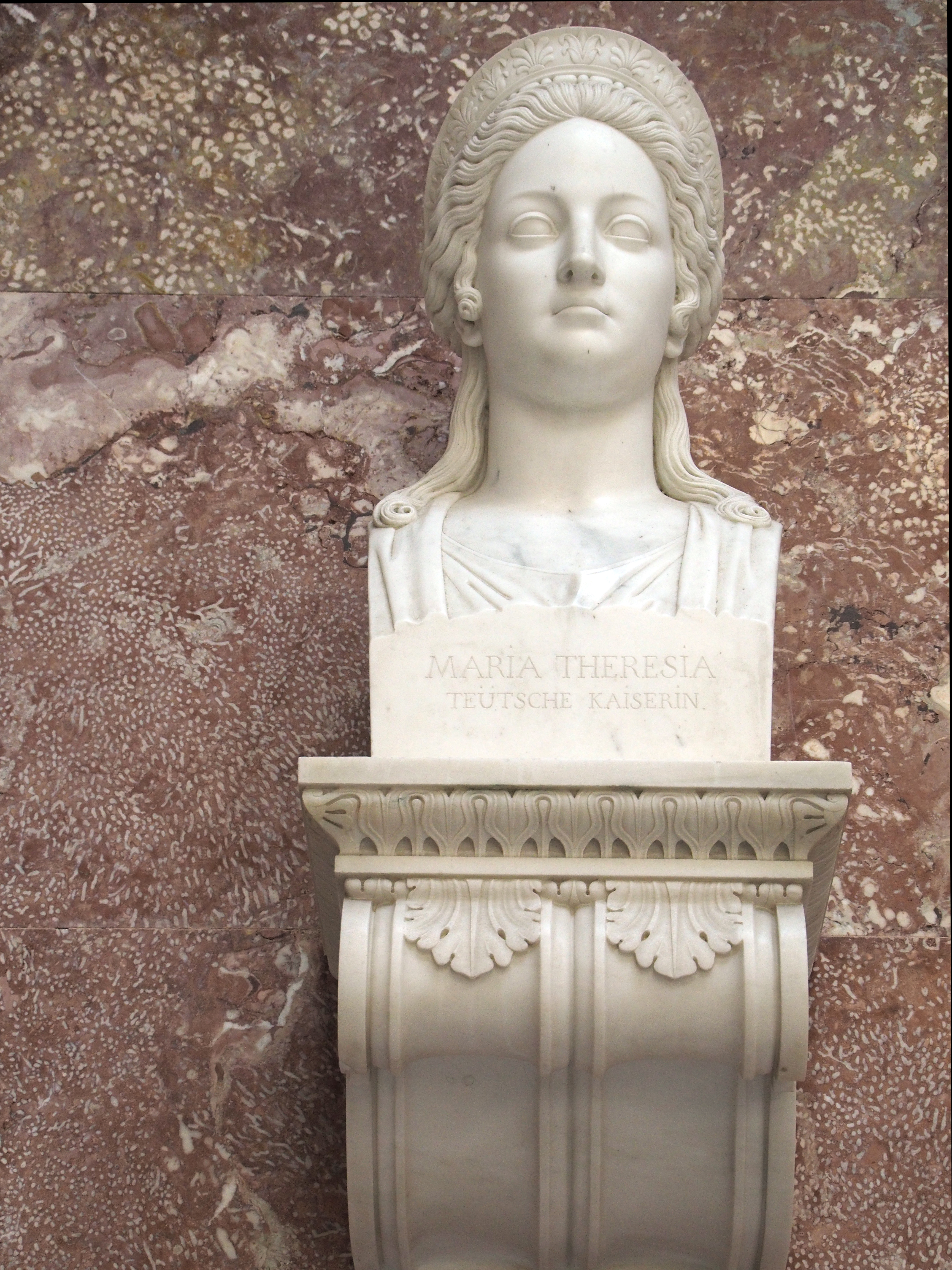
Büste der Kaiserin Maria Theresia, in der Walhalla bei Regensburg (1811)